# Thailand i olympiska sommarspelen 2012
Thailand deltog i olympiska sommarspelen 2012 som ägde rum i London i Storbritannien mellan den 27 juli och den 12 augusti 2012.

## Medaljörer
| Medalj | Namn             | Sport         | Gren                |
| ------ | ---------------- | ------------- | ------------------- |
| Silver | Kaeo Pongprayoon | Boxning       | Lätt flugvikt 49 kg |
| Silver | Pimsiri Sirikaew | Tyngdlyftning | Damernas 58 kg      |
| Brons  | Chanatip Sonkham | Taekwondo     | Damernas 49 kg      |

## Badminton
- Huvudartikel: Basket vid olympiska sommarspelen 2012

| Spelare                                  | Gren        | Gruppnivå                             | Gruppnivå                              | Gruppnivå                                 | Gruppnivå | Eliminering                 | Kvartsfinal                                     | Semifinal         | Final / brons     | Final / brons    |
| Spelare                                  | Gren        | Motståndare Poäng                     | Motståndare Poäng                      | Motståndare Poäng                         | Placering | Motståndare Poäng           | Motståndare Poäng                               | Motståndare Poäng | Motståndare Poäng | Placering        |
| ---------------------------------------- | ----------- | ------------------------------------- | -------------------------------------- | ----------------------------------------- | --------- | --------------------------- | ----------------------------------------------- | ----------------- | ----------------- | ---------------- |
| Boonsak Ponsana                          | Herrsingel  | Chen L (CHN) L 12–21, 17–21           | i.u.                                   | i.u.                                      | 2         | Gick inte vidare            | Gick inte vidare                                | Gick inte vidare  | Gick inte vidare  | Gick inte vidare |
| Bodin Isara Maneepong Jongjit            | Herrdubbel  | Ko S-h / Yoo Y-s (KOR) W 21–15, 21–14 | Cwalina / Łogosz (POL) W 21–0, 21–0    | Ahsan / Septano (INA) W 21–11, 21–16      | 1 Q       | i.u.                        | Keat / Heong (MAS) L 16–21, 18–21               | Gick inte vidare  | Gick inte vidare  | Gick inte vidare |
| Ratchanok Inthanon                       | Damsingel   | Santos (POR) W 21–12, 21–6            | Jayasinghe (SRI) W 21–13, 21–5         | i.u.                                      | 1 Q       | Schenk (GER) W 21–16, 21–15 | Wang X (CHN) L 21-17, 18-21, 14-21              | Gick inte vidare  | Gick inte vidare  | Gick inte vidare |
| Sudket Prapakamol Saralee Thoungthongkam | Mixeddubbel | Xu C / Ma J (CHN) L 19–21, 12–21      | Chan P S / Goh L Y (MAS) W 21–1, 21–15 | Chen H-l / Cheng W-h (TPE) W 21–15, 21–16 | 2 Q       | i.u.                        | Fischer Nielsen / Pedersen (DEN) L 15–21, 13–21 | Gick inte vidare  | Gick inte vidare  | Gick inte vidare |

## Bordtennis
- Huvudartikel: Bordtennis vid olympiska sommarspelen 2012

Damer
| Spelare          | Gren      | Inledande omgång     | Runda 1              | Runda 2                | Runda 3              | Runda 4              | Kvartsfinal          | Semifinal            | Final                | Final            |
| Spelare          | Gren      | Motståndare Resultat | Motståndare Resultat | Motståndare Resultat   | Motståndare Resultat | Motståndare Resultat | Motståndare Resultat | Motståndare Resultat | Motståndare Resultat | Placering        |
| ---------------- | --------- | -------------------- | -------------------- | ---------------------- | -------------------- | -------------------- | -------------------- | -------------------- | -------------------- | ---------------- |
| Nanthana Komwong | Damsingel | BYE                  | Mendes (POR) W 4–3   | Vacenovská (CZE) L 1–4 | Gick inte vidare     | Gick inte vidare     | Gick inte vidare     | Gick inte vidare     | Gick inte vidare     | Gick inte vidare |

## Boxning
- Huvudartikel: Boxning vid olympiska sommarspelen 2012

Herrar
| Boxare           | Gren          | Sextondelsfinal          | Åttondelsfinal        | Kvartsfinal               | Semifinal                | Final                | Final            |
| Boxare           | Gren          | Motståndare Resultat     | Motståndare Resultat  | Motståndare Resultat      | Motståndare Resultat     | Motståndare Resultat | Placering        |
| ---------------- | ------------- | ------------------------ | --------------------- | ------------------------- | ------------------------ | -------------------- | ---------------- |
| Kaeo Pongprayoon | Lätt flugvikt | Flissi (ALG) W 19–11     | Quipo (ECU) W 10–6    | Aleksandrov (BUL) W 16–10 | Ajrapetjan (RUS) W 13–12 | Zou S (CHN) L 10-13  | 2                |
| Chatchai Butdee  | Flugvikt      | Eker (TUR) W 24–10       | Ramírez (CUB) L 10–22 | Gick inte vidare          | Gick inte vidare         | Gick inte vidare     | Gick inte vidare |
| Sailom Adi       | Lättvikt      | Zhailauov (KAZ) L 12–12+ | Gick inte vidare      | Gick inte vidare          | Gick inte vidare         | Gick inte vidare     | Gick inte vidare |

## Bågskytte
- Huvudartikel: Bågskytte vid olympiska sommarspelen 2012

Damer
| Bågskytt          | Gren                   | Ranking-runda | Ranking-runda | 32-delsfinal               | Sextondelsfinal   | Åttondelsfinal    | Kvartsfinal       | Semifinal         | Final             | Final     |
| Bågskytt          | Gren                   | Poäng         | Seedning      | Motståndare Poäng          | Motståndare Poäng | Motståndare Poäng | Motståndare Poäng | Motståndare Poäng | Motståndare Poäng | Placering |
| ----------------- | ---------------------- | ------------- | ------------- | -------------------------- | ----------------- | ----------------- | ----------------- | ----------------- | ----------------- | --------- |
| Witthaya Thamwong | Herrarnas individuella | 662           | 38            | Faucheron (FRA) (27) L 0–6 | Gick inte vidare  | Gick inte vidare  | Gick inte vidare  | Gick inte vidare  | Gick inte vidare  |           |

## Cykling
- Huvudartikel: Cykling vid olympiska sommarspelen 2012

| Cyklist           | Gren               | Tid             | Placering       |
| ----------------- | ------------------ | --------------- | --------------- |
| Jutatip Maneephan | Damernas linjelopp | Fullföljde inte | Fullföljde inte |

## Friidrott
- Huvudartikel: Friidrott vid olympiska sommarspelen 2012

Förkortningar
- Notera – Placeringar gäller endast den tävlandes eget heat
- Q = Kvalificerade sig till nästa omgång via placering
- q = Kvalificerade sig på tid eller, i fältgrenarna, på placering utan att ha nått kvalgränsen
- NR = Nationellt rekord
- N/A = Omgången inte möjlig i grenen
- Bye = Idrottaren behövde inte delta i omgången

Herrar
Fältgrenar
| Idrottare            | Gren      | Kval  | Kval      | Final            | Final            |
| Idrottare            | Gren      | Längd | Placering | Längd            | Placering        |
| -------------------- | --------- | ----- | --------- | ---------------- | ---------------- |
| Supanara Sukhasvasti | Längdhopp | 7.38  | 33        | Gick inte vidare | Gick inte vidare |

Damer
Fältgrenar
| Idrottare      | Gren     | Kval  | Kval      | Final            | Final            |
| Idrottare      | Gren     | Längd | Placering | Längd            | Placering        |
| -------------- | -------- | ----- | --------- | ---------------- | ---------------- |
| Wanida Boonwan | Höjdhopp | 1.80  | 29        | Gick inte vidare | Gick inte vidare |

## Judo
Herrar
| Idrottare        | Gren                    | 32-delsfinal                 | Sextondelsfinal      | Åttondelsfinal       | Kvartsfinal          | Semifinal            | Återkval             | Bronsmatch           | Final                | Final     |
| Idrottare        | Gren                    | Motståndare Resultat         | Motståndare Resultat | Motståndare Resultat | Motståndare Resultat | Motståndare Resultat | Motståndare Resultat | Motståndare Resultat | Motståndare Resultat | Placering |
| ---------------- | ----------------------- | ---------------------------- | -------------------- | -------------------- | -------------------- | -------------------- | -------------------- | -------------------- | -------------------- | --------- |
| Teerawat Homklin | Halv tungvikt (-100 kg) | Naidangiin (MGL) L 0000–1000 | Gick inte vidare     | Gick inte vidare     | Gick inte vidare     | Gick inte vidare     | Gick inte vidare     | Gick inte vidare     | Gick inte vidare     |           |

## Kanotsport
Slalom
| Kanotist         | Gren                | Omgång 1 | Omgång 1  | Omgång 1 | Omgång 1  | Omgång 1 | Omgång 1  | Semifinal        | Semifinal        | Final            | Final            |
| Kanotist         | Gren                | Omgång 1 | Placering | Omgång 2 | Placering | Bästa    | Placering | Tid              | Placering        | Tid              | Placering        |
| ---------------- | ------------------- | -------- | --------- | -------- | --------- | -------- | --------- | ---------------- | ---------------- | ---------------- | ---------------- |
| Hermann Husslein | Herrarnas K1 slalom | 100.67   | 19        | 95.11    | 17        | 95.11    | 19        | Gick inte vidare | Gick inte vidare | Gick inte vidare | Gick inte vidare |

## Ridsport

### Fälttävlan
| Tävlande   | Häst       | Gren        | Dressyr | Dressyr   | Terrängbana | Terrängbana | Hoppning | Hoppning  | Hoppning        | Hoppning        | Totalt | Totalt    |
| Tävlande   | Häst       | Gren        | Dressyr | Dressyr   | Terrängbana | Terrängbana | Kval     | Kval      | Final           | Final           | Totalt | Totalt    |
| Tävlande   | Häst       | Gren        | Straff  | Placering | Straff      | Placering   | Straff   | Placering | Straff          | Placering       | Straff | Placering |
| ---------- | ---------- | ----------- | ------- | --------- | ----------- | ----------- | -------- | --------- | --------------- | --------------- | ------ | --------- |
| Nina Ligon | Butts Leon | Individuell | 53,9    | 48        | 16          | 37          | 22       | 41        | ej kvalificerad | ej kvalificerad | 91,9   | 41        |

## Rodd
Damer
| Idrottare           | Gren          | Heat    | Heat      | Återkval | Återkval  | Kvartsfinal | Kvartsfinal | Semifinal | Semifinal | Final   | Final     | Final |
| Idrottare           | Gren          | Tid     | Placering | Tid      | Placering | Tid         | Placering   | Tid       | Placering | Tid     | Placering |       |
| ------------------- | ------------- | ------- | --------- | -------- | --------- | ----------- | ----------- | --------- | --------- | ------- | --------- | ----- |
| Phuttharaksa Nikree | Singelsculler | 7:52,62 | 4 QF      | BYE      | BYE       | 8:16,50     | 6 SC/D      | 8:03,91   | 3 FC      | 8:34,11 | 17        |       |

## Segling
Herrar
| Seglare         | Gren  | Lopp | Lopp | Lopp | Lopp | Lopp | Lopp | Lopp | Lopp | Lopp | Lopp | Lopp | Summerad poäng | Finalplacering |
| Seglare         | Gren  | 1    | 2    | 3    | 4    | 5    | 6    | 7    | 8    | 9    | 10   | M*   | Summerad poäng | Finalplacering |
| --------------- | ----- | ---- | ---- | ---- | ---- | ---- | ---- | ---- | ---- | ---- | ---- | ---- | -------------- | -------------- |
| Ek Boonsawad    | RS:X  | 28   | 32   | 27   | 26   | 21   | 32   | 31   | 23   | DNF  | 34   | EL   | 254            | 33             |
| Keerati Bualong | Laser | 47   | 48   | 47   | 42   | 44   | 45   | DSQ  | 37   | 47   | 47   | EL   | 404            | 48             |

M = Medaljlopp; EL = Eliminerad – gick inte vidare till medaljloppet;
Damer
| Seglare        | Gren | Lopp | Lopp | Lopp | Lopp | Lopp | Lopp | Lopp | Lopp | Lopp | Lopp | Lopp | Summerad poäng | Finalplacering |
| Seglare        | Gren | 1    | 2    | 3    | 4    | 5    | 6    | 7    | 8    | 9    | 10   | M*   | Summerad poäng | Finalplacering |
| -------------- | ---- | ---- | ---- | ---- | ---- | ---- | ---- | ---- | ---- | ---- | ---- | ---- | -------------- | -------------- |
| Napalai Tansai | RS:X | 24   | 24   | 23   | 23   | 25   | 25   | 18   | DSQ  | 22   | 22   | EL   | 206            | 24             |

M = Medaljlopp; EL = Eliminerad – gick inte vidare till medaljloppet;

## Taekwondo
| Idrottare         | Gren             | Åttondelsfinaler        | Kvartsfinaler        | Semifinaer           | Återkval             | Bronsmatch           | Final                | Final            |
| Idrottare         | Gren             | Motståndare Resultat    | Motståndare Resultat | Motståndare Resultat | Motståndare Resultat | Motståndare Resultat | Motståndare Resultat | Placering        |
| ----------------- | ---------------- | ----------------------- | -------------------- | -------------------- | -------------------- | -------------------- | -------------------- | ---------------- |
| Pen-Ek Karaket    | Herrarnas −58 kg | Lee D-H (KOR) L 7–8 SDP | Gick inte vidare     | Gick inte vidare     | Bayoumi (EGY) W 6–4  | Muñoz (COL) L 4–6    | Gick inte vidare     | 5                |
| Chanatip Sonkham  | Damernas −49 kg  | Kim (RUS) W 13–0 PTG    | Yang S-C (TPE) W 6–0 | Yagüe (ESP) L 9–10   | Bye                  | Zamora (GUA) W 8–0   | Gick inte vidare     | 3                |
| Rangsiya Nisaisom | Damernas −57 kg  | Tseng L-C (TPE) L 1–4   | Gick inte vidare     | Gick inte vidare     | Gick inte vidare     | Gick inte vidare     | Gick inte vidare     | Gick inte vidare |